# الحيتان (مسلسل)
الحيتان هو مسلسل إماراتي إنتاج عام 1995.

## طاقم العمل
- رشيد عساف
- غازي حسين
- عبدالرحمن آل رشي
- محمد الجناحي
- سلوى سعيد
- فاتن شاهين
- بدرية أحمد
- عبير شمس الدين
- هاني ناظر
- زينب العسكري
- جعفر الغريب